# Karl Lärmer
Karl Lärmer (* 9. Juni 1930 in Wistritz bei Teplitz-Schönau, Tschechoslowakei; † 2010) war ein deutscher Wirtschaftshistoriker. Er arbeitete in der DDR zur Geschichte des Mansfelder Kupferbergbaus sowie des Autobahnbaus während des Nationalsozialismus und war maßgeblich an Arbeiten zur Geschichte der Produktivkräfte beteiligt.

## Leben und Wirken
Lärmer besuchte die Mittelschule und begann 1944 eine Lehre zum Industriekaufmann. Nach der 1945 erfolgten Umsiedlung im Zuge Vertreibung der Deutschen aus der Tschechoslowakei absolvierte er bis 1948 eine Lehre als Zimmerer. Er wurde zum Studium delegiert und besuchte von 1948 bis 1950 die Vorstudienanstalt in Halle. 1950 legte er die Reifeprüfung ab.
Von 1950 bis 1954 studierte Lärmer Wirtschaftswissenschaft und Wirtschaftsgeschichte an der Humboldt-Universität in Ost-Berlin, unter anderem bei Jürgen Kuczynski. Er wurde 1954 Hilfsassistent für Wirtschaftsgeschichte und nach dem Staatsexamen wissenschaftlicher Mitarbeiter im Museum für Deutsche Geschichte. Ab 1955 arbeitete er als wissenschaftlicher Assistent bzw. Mitarbeiter der Abteilung Wirtschaftsgeschichte der Deutschen Akademie der der Wissenschaften zu Berlin und zugleich als nebenamtlicher Seminarleiter für Wirtschaftsgeschichte der Abteilung Fernstudium der wirtschaftswissenschaftlichen Fakultät der Karl-Marx-Universität Leipzig. Im Juli 1958 promovierte er in Berlin zum Dr. rer. oec. mit einer Arbeit zur „Geschichte der Arbeitsordnungen im Mansfelder Kupferschieferbergbau vom feudalen 18. Jahrhundert bis zum Jahre 1945“.
Von 1960 bis 1961 war Lärmer Lehrbeauftragter an der Hochschule für Ökonomie Berlin. Im Juni 1968 habilitierte er sich bei Elfriede Rehbein, Wolfgang Jonas und Rolf Sonnemann über „Autobahnen im Dienste des faschistischen deutschen Imperialismus“. 1979 übernahm er in der Nachfolge der erkrankten Jonas die Leitung der Abteilung „Geschichte der Produktivkräfte/Industrie“ am Institut für Wirtschaftsgeschichte der Akademie der Wissenschaften der DDR, die er bis 1989 innehatte. Er leitete im Institut für Wirtschaftsgeschichte zugleich den Wissenschaftsbereich „Wirtschaftsgeschichte des Kapitalismus“. Nach der Wende und friedlichen Revolution in der DDR trat Lärmer in den Vorruhestand und wurde als Privatgelehrter tätig.

## Veröffentlichungen
- Vom Arbeitszwang zur Zwangsarbeit. Die Arbeitsordnungen im Mansfelder Kupferschieferbergbau von 1673 bis 1945. Verlag Tribüne, Berlin 1961.
- Die Wahrheit über den Autobahnbau. Eine populärwissenschaftliche wirtschaftshistorische Studie. Verlag Tribüne, Berlin 1963.
- Autobahnbau in Deutschland 1933 bis 1945. Zu den Hintergründen. Akademie-Verlag, Berlin 1975.
- (Hrsg.): Studien zur Geschichte der Produktivkräfte. Deutschland zur Zeit der industriellen Revolution. Akad.-Verl., Berlin 1979.
- et al. (Hrsg.): Geschichte der Produktivkräfte in Deutschland von 1800 - 1945. In 3 Bänden. Akad.-Verl, Berlin 1985–1990, ISBN 9783050002989.
- und Hans-Joachim Rook: Dampfmaschine - Oldtimer der Technik. 1. Auflage. Akzent-Reihe Band 90. Urania-Verl., Leipzig, Jena, Berlin 1990, ISBN 9783332003628.
- Märkisches Birmingham - Deutsches Manchester. England und die Frühindustrialisierung in Brandenburg., Forst (Lausitz) 1997.